# Burhinidae
Породица Ћурликовци (лат. Burhinidae) се састоји од 3 рода и 10 врста унутар породице  и налазе се широм тропских и умерених делова света, са две или више врста које се јављају у неким областима Африке, Азије и Аустралије. Упркос томе што је група класификована као птице водених станишта, већина врста преферира сушна или полусушна станишта.

## Таксономија
Породица Burhinidae је формално описао аустралијски орнитолог Грегори Метјуз у својој "A List of the Birds of Australia" 1912. године, како би описао ћурликовце.‍:225 Породица садржи три рода: Hesperoburhinus, Burhinus и Esacus. Име Burhinus комбинује старогрчке речи "bous" што значи „во“ и"rhis", "rhinos" што значи „нос“ или „кљун“.
Молекуларно-филогенетске студије су показале да је породица Burhinidae сестринска клади која садржи шљуке из породице Chionidae и магелановог жалара (Pluvianellus socialis) из сопствене породице Pluvianellidae. Ћурликовци нису уско повезани са шљукама, из рода Numenius, које припадају породици шљука Scolopacidae.
Најранија дефинитивна врста ћурликовца је Genucrassum bransatensis из касног олигоцена у Француској.  Wilaru, описан од касног олигоцена до раног миоцена у Аустралији, првобитно је класификован као ћурликовац али се касније тврдило да је члан изумрле породице пловуша Presbyornithidae.

## Опис
Ћурликовци су средње до велике птице са јаким црним или жуто-црним кљуновима, великим жутим очима, које им дају изглед гмизаваца, као и са криптичним перјем. Називи на енглеском језику "thick-knee" и "stone-curlew" су оба у уобичајеној употреби. Термин "stone-curlew", у преводу "камена шљука" дугује своје порекло великим сличностима са правим шљукама. Термин "thick-knee" у преводу "дебелоколена" се односи на истакнуте зглобове у дугим жутим или зеленкастим ногама и очигледно потиче од имена скованог 1776. године за Burhinus oedicnemus, ћурликовац. Очигледно је да су овде пета, зглоб и колено помешани.

## Врсте
Препознато је десет врста, у три рода:
| Фотографија | Научно име                                         | Име                    | Распрострањеност | Подврсте | Статус                  |
| ----------- | -------------------------------------------------- | ---------------------- | --- | --- | ----------------------- |
|             | Hesperoburhinus bistriatus (Wagler J.G. 1829)      | Двопругасти ћурликовац | Распрострањен углавном од јужног Мексика до северозападне Костарике, северне Јужне Америке и на Хаитију. Луталица на југу Сједињених Држава, Тексас 1961. године. Гватемала ретка у пацифичкој низији и сушној унутрашњости; надморска висина до 1.300 м. Северна Колумбија и северозападна Венецуела, Зулија, северни Фалкон. југозападна Гвајана и крајњи северни Бразил, североисточна Рораима и Амапа. | * Hesperoburhinus bistriatus bistriatus (Wagler J.G. 1829) *Hesperoburhinus bistriatus dominicensis (Cory C.B. 1883) *Hesperoburhinus bistriatus pediacus (Wetmore A.; Borrero H.J.I. 1964) *Hesperoburhinus bistriatus vocifer (l'Herminier F.L. 1837)    | најмање угрожени таксон |
|             | Hesperoburhinus superciliaris (Tschudi, J.J. 1843) | Перуански ћурликовац   | Пацифичка обала од крајњег јужног Еквадора до крајњег северног Чилеа | Монотипски таксон | рањиви таксон           |
|             | Esacus recurvirostris (Cuvier G.L.C.F.D. 1829)     | Велики ћурликовац      | Југоисточни Иран и од Пакистана преко Индијског потконтинента, укључујући Шри Ланку до Индокине и Хајнана, јужна Кина; потенцијално југозападни Авганистан | Монотипски таксон | скоро угрожени таксон   |
|             | Esacus magnirostris (Vieillot L.J.P. 1818)         | Обалски ћурликовац     | Андаманска острва и Малајско полуострво, источно преко Филипина, Воласеје и Нове Гвинеје до Аустралије и острва југозападног Пацифика, источно до Вануатуа и Нове Каледоније | Монотипски таксон | скоро угрожени таксон   |
|             | Burhinus capensis (Lichtenstein M.H.C. 1823)       | Пегави ћурликовац      | Сенегал источно до Еритреје и Сомалије, и јужно до Уганде и Кеније. Приобална Еритреја и северна Сомалија и јужна Арабија, крајњи југозапад Саудијске Арабије, западни Јемен, централни и јужни Оман. Кенија јужно до Јужне Африке и западно од Замбије до северозападне Анголе. Југозападна Ангола, Намибија, југозападна Боцвана и северозападна Јужна Африка | *Burhinus capensis maculosus (Temminck C.J. 1824) *Burhinus capensis dodsoni (Ogilvie-Grant W.R. 1899) *Burhinus capensis capensis (Lichtenstein, M.H.C. 1823) *Burhinus capensis damarensis (Reichenow A. 1905)                                           | најмање угрожени таксон |
|             | Burhinus vermiculatus (Cabanis J.L. 1868)          | Водени ћурликовац      | Либерија до Нигерије и Габона; потенцијално источно до Уганде. Демократска Република Конго од истока до Јужне Сомалије и од југа до истока и југа Јужне Африке | *Burhinus vermiculatus buettikoferi (Reichenow A. 1898) *Burhinus vermiculatus vermiculatus (Cabanis J.L. 1868) | најмање угрожени таксон |
|             | Burhinus grallarius (Latham J. 1801)               | Шибљачки ћурликовац    | Северна и јужна Западна Аустралија преко Северне територије до Квинсленда, затим јужно до југоисточне Јужне Аустралије и Викторије; такође и jужнa Новa Гвинејa | Монотипски таксон | најмање угрожени таксон |
|             | Burhinus oedicnemus (Linnaeus K.F. 1758)           | Ћурликовац             | Канарска острва, централна и западна, осим Ла Гомере. EИсточна Канарска острва. Северна Африка, медитеранска острва, Грчка и Турска до Блиског истока, источна до Ирака и јужни Иран. Јужна Британија и Иберијски полуострво од источног до северног Балкана и Украјине и Кавказа; зимuje на југу ареала и у Африци до Сенегала и источне Етиопије. Речно подручје делте Волге, источно преко Транскаспије и Туркестана до Зајсанског басена, источно од Казахстана и јужно од централног Ирана до Пакистана, вероватно до западно од долине Индуса; зимује од североисточне Африке до југозападне Азије | *Burhinus oedicnemus distinctus (Bannerman D.A. 1914) * Burhinus oedicnemus insularum (Sassi M. 1908) *Burhinus oedicnemus saharae (Reichenow A. 1894) *Burhinus oedicnemus oedicnemus (Linnaeus K.F. 1758) *Burhinus oedicnemus harterti (Vaurie C. 1963) | најмање угрожени таксон |
|             | Burhinus indicus (Salvadori A.T. 1866)             | Индијски ћурликовац    | Индија јужно од Хималаја и Шри Ланке источно до Индокине и северног Малајског полуострва; вероватно и Пакистан источно од долине Индуса | Монотипски таксон | најмање угрожени таксон |
|             | Burhinus senegalensis (Swainson W.J. 1837)         | Сенегалски ћурликовац  | Сенегамбија на истоку преко Нигерије и Централноафричке Републике до Судана, Египат, на истоку до Етиопије и на југу до северозападне Кеније | Монотипски таксон | најмање угрожени таксон |

## Распрострањеност и станиште
Породица ћурликоваца има широк ареал и може се наћи готово у целој Африци, осим у Сахари и околним подручјима, татим на Пиринејском полуострву, Канарским острвима, југозападној и југоисточној Европи, југозападној и јужној Азији, као и у приобалним подручјима западне, северне, источне и југоисточне Аустралије.
Породица ћурликоваца се налазе првенствено у сувим, отвореним стаништима, од отворене саване и сушног жбуња до отворених травњака и каменитих пустиња. Међутим, врста рода Esacus обалски ћурликовац Esacus magnirostris везана је за приобална станишта.
Већина врста је седентарна, али ћурликовац (Burhinus oedicnemus) је летњи мигрант у умереном европском делу свог ареала, а зимује у Африци.

## Гнежђење
Ћурликовци су моногамне птице. Већина се гнезди појединачно, али неке врсте могу се гнездити у малим групама. Гнезда ћурликоваца су једноставна удубљења на земљи, на отвореном без заклона, испод грма или близу траве. Величина легла креће се од 1-3, при чему су типична 2 јаја. Оба родитеља граде гнездо, инкубирају их и брину о птићима када се излегу. Инкубација траје 24-27 дана, а питићи напуштају гнездо у року од једног дана након излегања. Њихови родитељи им у почетку проналазе храну и штите их од предатора, показујући се раширеним шареним крилима када је потребно. Птићи сдобијају комплетно перје за 6-7 недеља.

## Исхрана
Њихова исхрана се углавном састоји од инсеката и других бескичмењака. Веће врсте се хране и гуштерима, па чак и малим сисарима. Углавном су ноћне животиње, када се и хране. Тада се и оглашавају, када певају своје гласне, завијајуће песме, које подсећају на праве шљуке.

## Статус
Од укупно десет врста, по Црвеном списку IUCN, седам врста је дефинисано као најмање угрожени таксон, две врсте као скоро угрожени таксон, а једна врста је дефинисана као рањиви таксон.